# Immunizzazione

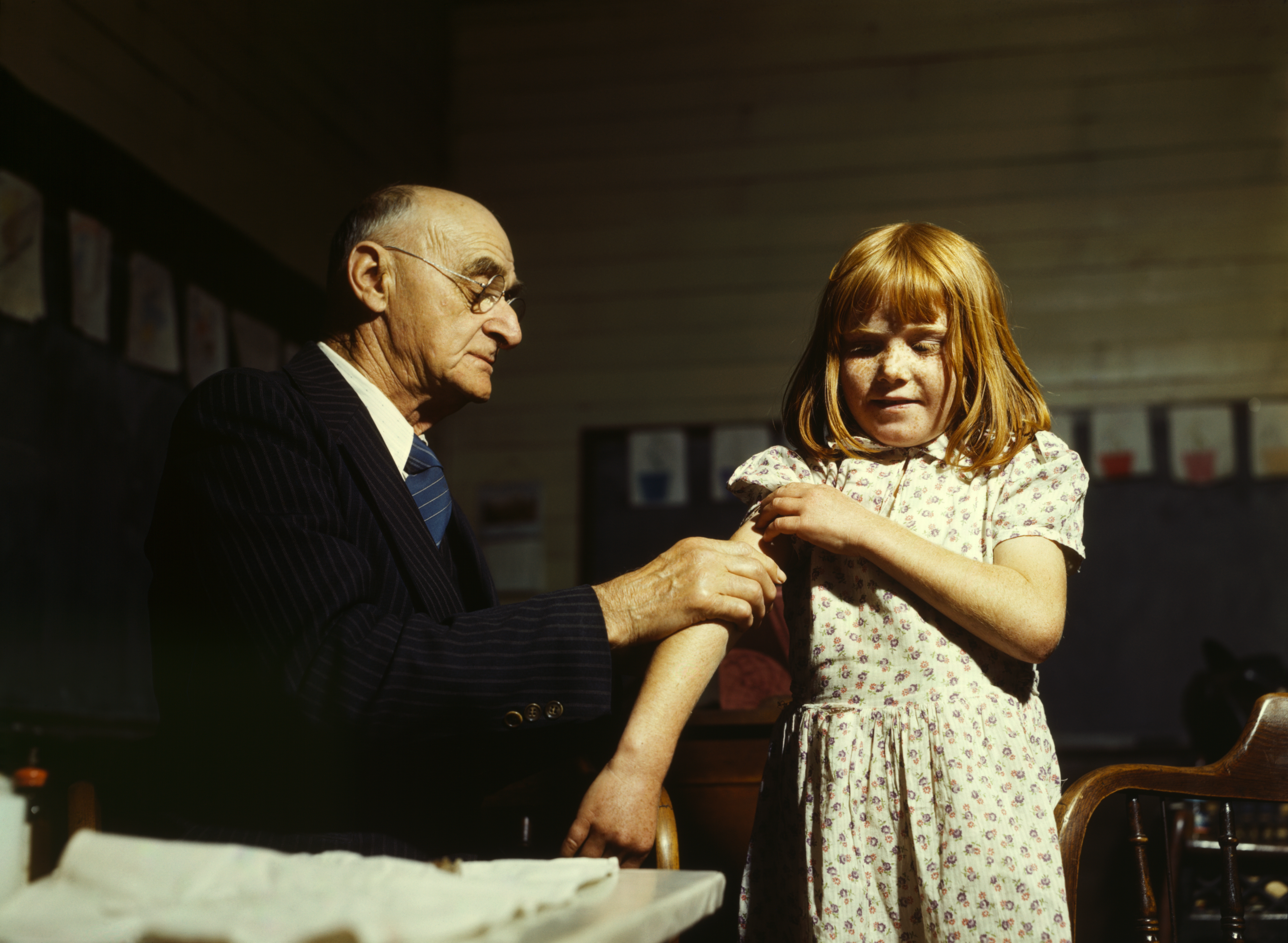
Il Dr. Schreiber di San Augustine mediante inoculazione vaccina una bambina contro il tifo esantematico in una scuola di campagna, San Augustine County, Texas (U.S. Office of War Information, 1944)

L'immunizzazione è il processo con il quale il sistema immunitario di un individuo od un animale raggiunge uno stato di immunità attiva o passiva, generica o specifica ad un antigene. L'immunità attiva si compie mediante i vaccini, la passiva avviene con la somministrazione di anticorpi. L'immunizzazione è molto importante sia negli adulti che nei bambini (e anche negli animali) contro malattie a volte letali o estremamente invalidanti. Attraverso l'immunizzazione alcune patologie infettive sono state completamente eradicate nel mondo intero, come ad esempio il vaiolo e la peste bovina.

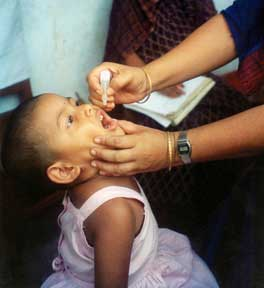
Una vaccinazione contro la polio

L'immunizzazione è messa in atto attraverso diverse tecniche di immunoprofilassi, la più comune e nota è la vaccinazione.
Quando il sistema immunitario viene esposto a molecole che sono sconosciute al corpo, avviene una risposta immunitaria, e viene sviluppata l'abilità di rispondere velocemente al patogeno grazie alla memoria immunologica. Questa è una funzione della immunità adattativa. Esponendo un animale ad un immunogeno in modo controllato, il corpo impara a auto-proteggersi: si chiama immunizzazione attiva. Gli elementi fondamentali in tale processo sono le cellule T, cellule B, e gli anticorpi che le cellule B producono. Le cellule B di memoria e le cellule T di memoria sono responsabili della risposta ad un successivo agente estraneo nel corpo.
L'immunizzazione passiva è l'introduzione diretta di anticorpi, al posto della loro produzione nel corpo in modo naturale.
Il fatto che una mutazione genetica possa provocare la formazione di cellule cancerogene producenti proteine o altre molecole conosciute dal corpo pone le basi per la terapia con vaccino anticancro. Altre molecole possono essere usate per esempio contro la nicotina (NicVAX) o contro l'ormone grelina contro l'obesità.

## Storia
Prima della introduzione dei vaccini, le persone e gli animali diventavano immuni a infezioni solo dopo aver contratto e sopravvissuto alla malattia stessa.
Il vaiolo venne reso più innocuo attraverso la inoculazione, con attenuazione degli effetti della malattia. La prima forma di inoculazione contro il vaiolo viene descritta dal cinese Wan Quan (1499–1582) nel Douzhen xinfa (痘疹心法) pubblicato nel 1549. In Cina, una polvere di scaglie vaiolose veniva fatta respirare attraverso il naso dell'individuo. In questo modo la persona sviluppava la patologia in modo lieve e poi immunizzato. La tecnica presentava una mortalità dello 0,5–2,0 %, ma molto meno del 20–30 % della patologia stessa.
Due report sulla tecnica cinese vennero ricevuti dalla Royal Society di Londra nel 1700; una al Dr. Martin Lister da un impiegato della East India Company di stanza in Cina e un altro a Clopton Havers. Secondo Voltaire (1742), i turchi praticavano l'inoculazione data la vicinanza della Circassia; Voltaire non si addentrò all'origine della tecnica, che derivava sempre da usi cinesi secolari. La tecnica venne introdotta in Inghilterra dalla Turchia da Mary Wortley Montagu nel 1721 e usata da Zabdiel Boylston a Boston lo stesso anno.
Nel 1798 Edward Jenner introdusse l'inoculazione come antivaiolosa. Questa procedura divenuta nota come vaccinazione, gradualmente divenne la variolizzazione per distinguerla dalla vaccinazione. Louis Pasteur sviluppò sistemi di immunizzazione contro il colera dei polli e l'antrace negli animali e per la rabbia nell'uomo, suggerendo l'utilizzo del termine vaccinazione.

## Immunizzazione passiva e attiva

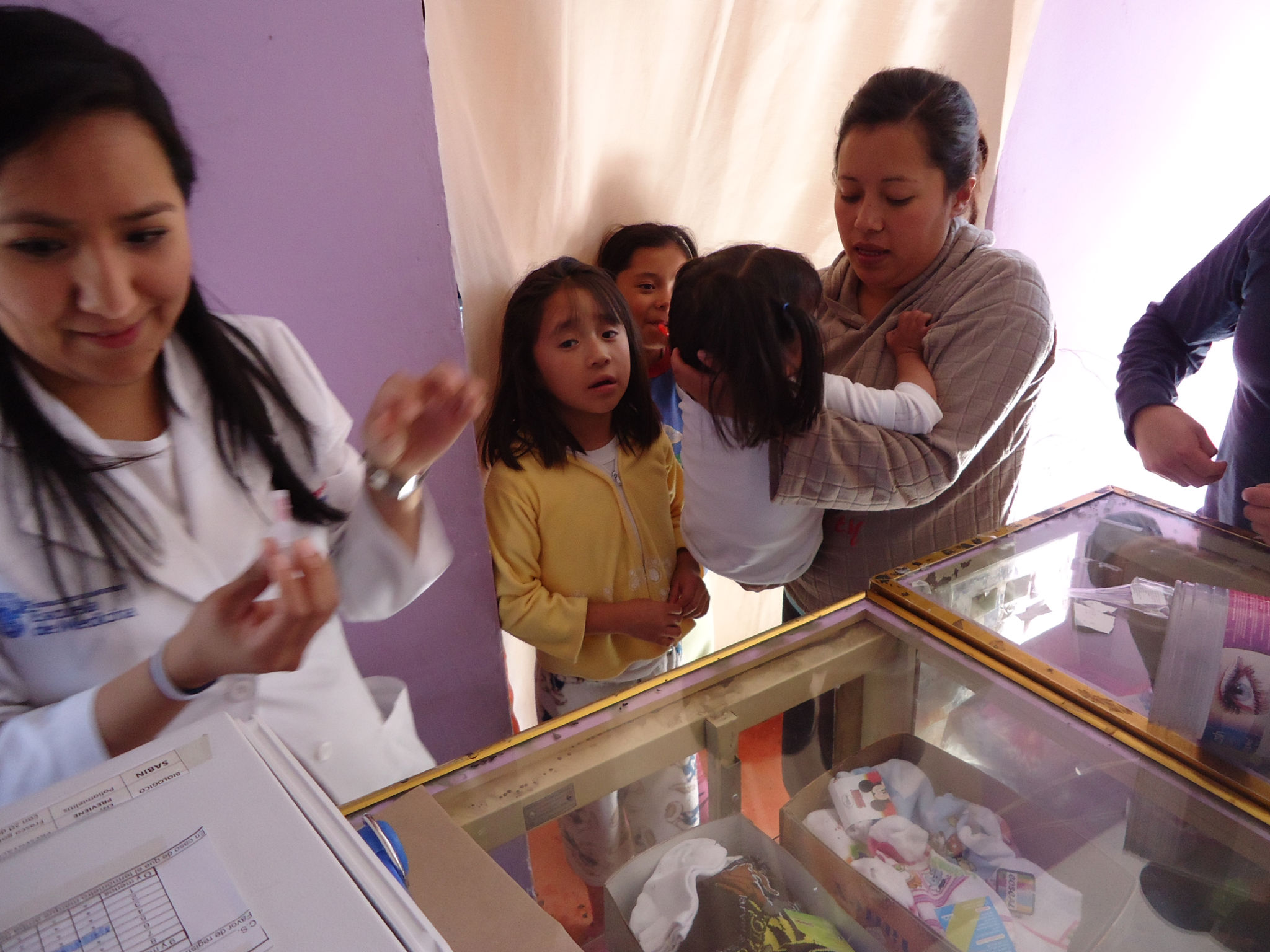
Studente di medicina in Messico contro la polio

L'immunizzazione può essere raggiunta in modo passivo o attivo: la vaccinazione è una forma attiva.

### Immunizzazione attiva
L'immunità attiva accade per via naturale quando l'individuo o l'animale vengono in contatto con un microrganismo patogeno. Il sistema immunitario crea di conseguenza gli anticorpi e altre difese. Al prossimo contatto con l'agente patogeno, il corpo sarà più forte; il caso tipico sono le patologie infettive sviluppate nell'età pediatrica, che vengono manifestate conclamate una sola volta e mai più per il resto della vita.
La immunizzazione attiva artificiale avviene quando un microbo, o parte di esso, viene inoculato nell'individuo o animale prima che lo possa contrarre per vie naturali. Se viene utilizzata la tecnica del vaccino attenuato, i microbi interi vengono pretrattati.
I vaccini attenuati in vivo hanno diminuito la patogenicità di tanti patogeni, anche solo attraverso una singola dose somministrata. Esempi di tali vaccini sono quelli contro il morbillo, parotite, rubella, MMR, febbre gialla, varicella, rotavirus, e influenza.

### Immunizzazione passiva
L'immunità passiva avviene quando degli elementi pre-sintetizzati del sistema immunitario vengono trasferiti nella persona o animale così da non richiedere la produzione degli stessi nel corpo. Gli anticorpi possono essere utilizzati per una immunizzazione di massa passiva. L'immunizzazione è immediata ma con efficacia breve nel tempo in quanto per vie naturali gli anticorpi vengono eliminati e non vi sono cellule B che li riproducono; il loro effetto scompare.
Un caso naturale di immunizzazione passiva avviene fisiologicamente durante la gravidanza da madre al feto, proteggendo il feto per breve tempo e poi scomparendo alla nascita subito dopo.
L'esempio di immunizzazione passiva avviene attraverso l'iniezione e usata per eventi acuti come ad esempio nel trattamento del tetano. Gli anticorpi possono essere prodotti negli animali come "terapia sierica" ma esiste il rischio di shock anafilattico contro il siero stesso. Avviene così la creazione di anticorpi umanizzati prodotti in vitro da colture cellulari per evitare reazioni avverse.